# Двойной капкан
«Двойной капкан» (латыш. Dubultslazds) — советский художественный фильм 1985 года, снятый на Рижской киностудии, детектив.
Музыка Раймонда Паулса к фильму в этом году была выпущена на пластинке.

## Сюжет
Действие происходит в Латвийской ССР первой половины 1980-х. В Риге действует преступная группа, занимающаяся контрабандой, фарцовкой и спекуляцией. Важные источники доходов — реализация видеокассет (труднодоступных в СССР), антиквариата, иностранных порнографических изданий. Налажены связи в Рижском порту, к делам привлечены моряки загранплавания. Сформировался постоянный круг клиентуры, в основном из молодёжи.
Во главе стоят директор магазина Имант Блумберг и администратор бара «Карат» Эгон Адамсон. Создатель криминального бизнеса Блумберг, первое лицо группировки, держится в тени. Адамсон ведёт вызывающе роскошный образ жизни. Его бар и частный дом превращены в «штабы мафии» и места разгула. Адамсон содержит телохранителей-боевиков — его постоянно охраняют молодой фарцовщик Банан с двумя мрачными типами «костоломного» вида, для серьёзных преступлений вызывается уголовник-рецидивист Грабовский по кличке Фотограф. При нём проживает красавица-танцовщица Инта. Демонстрируется своего рода «микрогосударство» со своей структурой, контркультурой, даже идеологией. При этом Адамсон не имеет проблем с правоохранительными органами, имущество оформлено должным образом, он контактирует с официальными лицами и без опасений обращается в милицию.
Преступники связаны с западными деловыми партнёрами. Товар для перепродажи они получают из неназванной англоязычной страны, туда же переправляют антиквариат. Поставщики — бизнесмен Майкл Брук и неясного статуса Вотэн, официальное лицо с признаками причастности к спецслужбам (передвигаются они на автомобиле с дипломатическим номером). Контактное лицо для западных партнёров — Блумберг. Он намеревается с их помощью эмигрировать к своим родственникам (Адамсон и тем более его сообщники таких планов, видимо, не имеют). За выполненные задания на зарубежный счёт Блумберга поступают крупные суммы.
При этом Вотэн подчёркивает, что «важен не сам бизнес, а втягивание в него, пропаганда нашего образа жизни». В КГБ обеспокоены намерениями эмигрантских кругов «разложить хотя бы часть нашей молодёжи». Налицо выраженный идеологический мотив — теневая экономическая деятельность и соответствующая субкультура приравниваются к антисоветизму.
Милиция арестовывает Блумберга. Молодой следователь Витолс предъявляет ему обвинение в незаконной скупке и перепродаже антиквариата (в том числе на аукционе Сотби). Решающим доказательством являются показания оценщика Пуриня. Адамсон и Фотограф, встревоженные перспективой уголовного преследования, устраняют опасного свидетеля.
Теперь у милиции не хватает оснований держать Блумберга за решёткой. Блумберга придётся освободить, несмотря на явную причастность к криминальным махинациям. Сотрудники милиции обращаются в КГБ, где Блумберг тоже разрабатывается по признакам контрабанды и «идеологической диверсии». Решено провести совместную операцию, которой руководят полковник КГБ Пумпур и полковник МВД Янсон.
За два дня до освобождения из СИЗО Блумберг узнаёт об уголовном авторитете по кличке Ферзь и получает его адрес (впоследствии становится ясно, что информация была вброшена в ходе оперативной игры). Оказавшись на воле, Блумберг приходит к Адамсону. В разговоре выясняется, что Адамсон, недавно «правая рука», выводит хозяина из дела («у тебя на хвосте следствие»). Более того, он даже отказывается отдать положенную долю в 130000 рублей («твоя доля вместе с Пуринем утонула»). Шокированный Блумберг пытается протестовать, но Адамсон подзывает Фотографа.
После этого Блумберг идёт по адресу Ферзя; якобы передать «словесную „маляву“» — реально чтобы договориться о выбивании долга с Адамсона. Ферзь производит на Блумберга сильное впечатление. Блумберг, поначалу предлагавший десять процентов долга, соглашается заплатить половину. Ферзь действительно оказывается большим мастером — получает с Адамсона первый транш (10000 рублей), эффектно одолев телохранителей. Но после одного из столкновений избитый в драке Ферзь заходит в случайную квартиру — его принимает женщина по имени Ева. С Евой устанавливаются тёплые отношения. Выясняется, что Ферзя зовут Гуннар. Его поведение заставляет сильно усомниться в принадлежности к уголовному миру.
Тем временем Адамсон проворачивает крупную преступную операцию — кражу из квартиры коллекционера Ванага. Вотэн и Брук готовы купить похищенную коллекцию орденов. При этом Брук запрашивает от Адамсона контакт с Роландом Калвисом — функционером официальной советской инстанции, полномочным разрешить вывоз через таможню. Знакомство с Калвисом удаётся организовать через Инту. Но далее случается непредвиденное для Адамсона: Брук — не знающий о недавнем аресте и о конфликте между главарями — требует присутствия Блумберга. Отдать задаток он соглашается только ему. Блумберг торжествует: «Значит, не получается без меня?» Адамсон соглашается платить Блумбергу 10% за согласие на контакт и подтверждение его собственных полномочий на будущее.
«Случайно» познакомившись с Интой на пляже, Ферзь проникает в дом Адамсона. Там он находит улики, подтверждающие убийство Пуриня. Заплатив Банану 2000 рублей, он узнаёт о времени контакта Адамсона с Бруком. Параллельно помощник Ферзя Ричс (выступающий под имиджем уголовной «шестёрки») находит почтальона Фраймана. За вознаграждение в 100 рублей Фрайман показал Фотографу повестку, адресованную убитому Пуриню. Ферзь берёт с Фраймана письменные показания. Выстраивается цепь доказательств. Возникает, правда, оперативная накладка: молодой и горячий Витолс, не посвящённый в ход совместной операции, по собственной инициативе задерживает Ферзя и начинает допрашивать. Но Ричс успевает проинформировать Пумпура, тот — Янсона, и, к удивлению Витолса, задержанного освобождают.
Фотограф везёт Адамсону похищенные ордена. Ферзь ухитряется подменить содержимое сумки, подсунув Фотографу набор хозяйственного мыла. Сделать это удаётся с помощью Евы, отвлекшей на себя внимание. В доме Адамсона выясняется подмена. Разъярённый Фотограф вспоминает, как раньше выслеживал Еву с Ферзём. Он врывается к ней домой, угрожает убийством и устраивает погром. Вовремя появившийся Ферзь с помощью сына Евы задерживает бандита и передаёт на допрос Янсону. Связь Ферзя-Гуннара с правоохранительными органами становится очевидной.
Ничего не понимающий Адамсон в отчаянии — с минуты на минуту должен явиться Брук, товар же исчез вместе с Фотографом. Но Ферзь, продолжая игру, приходит к Блумбергу, и за несколько минут до Брука оба являются в «Карат» с похищенными орденами. Блумберг вновь хозяин положения, Адамсон вынужден подчиниться.
Брук получает ордена и официальное разрешение за подписью Калвиса. После его ухода Адамсон порывается разделить деньги, но Блумберг останавливает: «У тебя короткая память, Эгон». Делёж откладывается до прохождения таможни. По всей видимости, Блумберг предъявит жёсткие претензии. На всякий случай Адамсон приводит в готовность Банана с его бандитами — они дежурят в бильярдной «Карата», по соседству с кабинетом администратора. Блумберг, Адамсон и Ферзь играют в карты, ожидая телефонного звонка.
В соответствии с оперативным планом, Вотэн и Брук задержаны на таможне. В «Карат» выдвигается опергруппа. Однако Брук успевает позвонить Адамсону, сообщить о провале и обругать за блеф. Адамсон делает вид, будто звонок не имеет значения, выходит в бильярдную и возвращается с тремя бойцами: «Значит, ты не знаешь, куда делся Фотограф?» Прибывшая опергруппа обнаруживает разгромленный кабинет. Преступники и Ферзь исчезли.
Банда со связанным заложником скрывается в подвале. В Риге усиливаются милицейские патрули, закрыты вокзал, аэропорт, мосты, выезды из города. Бандиты оказываются «в капкане».
В порту оперативники милиции и КГБ заранее организовывает ловушку.
Офицеры КГБ благодарят Ферзя за отлично проведённую операцию. Таким образом проясняется его служба. В финальной сцене Гуннар приходит к Еве.

## В ролях
- Альгис Матулёнис — Гунар «Ферзь», сотрудник КГБ под прикрытием
- Лилита Озолиня — Ева
- Юрис Леяскалнс — Имант Блумберг
- Янис Зариньш — Эгон Адамсон
- Эдита Сагатаускайте — Инта
- Юрис Плявиньш[латыш.] — Грабовский «Фотограф»
- Юрис Лиснерс[латыш.] — Банан
- Айгарс Цеплитис — Каспер Круминьш
- Милена Гулбе[латыш.] — Рита (в титрах — М. Поселёнова)
- Петерис Гаудиньш — Валдис Витолс, следователь
- Гирт Яковлев — Валдис Янович Пумпур, полковник КГБ
- Эдуард Павулс — Янсон, полковник МВД
- Улдис Думпис — Риексталь, заместитель начальника УВД
- Андис Квепс — Ричс, «друг» Ферзя
- Арийс Гейкинс — Дзинтар Арнольдович Пуринь
- Хелга Данцберга — Гунта, жена Пуриня
- Миервалдис Озолиньш — Янис Викторович Ванаг, коллекционер орденов
- Илга Званова[латыш.] — соседка Ванага
- Таливалдис Аболиньш — Генрих Карлович Фрайман, почтальон
- Улдис Лиелдиджс — Брук
- Вилнис Бекерис[латыш.] — Вотэн
- Мартин Вердиньш[латыш.] — Роланд Калвис, член республиканской экспертной комиссии по оценке произведений искусства
- Зигурдс Нейманис[латыш.] — Лисичка, официант в баре «Карат»
- Янис Екабсонс — сын Евы

## Место съёмок
Съёмки фильма проводились в Риге и Юрмале. В качестве бара  «КАРАТ» был использован Дворец игр и аттракционов «Дайле» в Дзинтари (ныне не существует).

## Съёмочная группа
- Автор сценария: Владимир Кузнецов
- Режиссёр-постановщик: Алоиз Бренч
- Композитор: Раймонд Паулс
- Оператор-постановщик: Гвидо Скулте
- Художник-постановщик: Василий Масс